# Aït Chafâa
Aït Chafâa là một đô thị thuộc tỉnh Tizi Ouzou, Algérie. Dân số thời điểm năm 2002 là 3.865 người.